# Salta si puedes
Salta si puedes fue un concurso de televisión chileno emitido en la cadena Chilevisión desde el 15 de julio de 2013. Es un formato producido por el equipo del productor Juan Pablo González en el que varios famosos del país se enfrentarán a los riesgos que ocasiona el deporte en un entorno acuático. Cabe destacar además que dicho programa es la adaptación chilena del exitoso formato holandés Sterren Springen.

## Mecánica
Salta si puedes propone a los famosos el reto de realizar el mejor salto a una piscina desde un trampolín o plataforma. Los famosos participantes cuentan con un instructor profesional y varias semanas de duros entrenamientos para aprender a inmergirse en una piscina desde una plataforma de altura.
Cada semana, siete famosos se tirarán a la piscina desde el trampolín. Ellos decidirán si lo hacen desde los 3, 5, 7’5 o los 10 metros. Tanto el jurado como el público presente en el plató calificarán y votarán el trabajo de cada uno de ellos. Los cinco mejores pasarán a la siguiente ronda.
De su habilidad, su capacidad para afrontar nuevos retos, su coraje para superar diferentes alturas de trampolín y su actitud frente a la grada dependerá su puntuación, su honor y, finalmente, el éxito del ganador. 
El trabajo de los famosos será doble: convertirse en verdaderos acróbatas del trampolín y sorprender a público y jurado para alzarse con la máxima puntuación y convertirse así en ganadores.
Además, alguno incluso tendrá que vencer su miedo a las alturas, su pavor al agua o simplemente enfrentarse a un reto nunca antes emprendido.

## Temporadas
| Temporada | Temporada | Galas | Estreno                  | Final                    |                    |
| Temporada | Temporada | Galas | Estreno                  | Final                    | Ganador            |
| --------- | --------- | ----- | ------------------------ | ------------------------ | ------------------ |
|           | 1         | 14    | 15 de julio de 2013      | 16 de septiembre de 2013 | Katherine Orellana |
|           | Especial  | 3     | 23 de septiembre de 2013 | 30 de septiembre de 2013 | Cristián Menares   |

### Presentador
| Presentador    | Edad | Profesión                 |
| -------------- | ---- | ------------------------- |
| Rafael Araneda | 44   | Presentador de televisión |

### Jurado
| Juez                      | Edad | Profesión                           | Temp.       |
| ------------------------- | ---- | ----------------------------------- | ----------- |
| Sebastián Keitel          | 40   | Atleta                              | 1, Especial |
| Francisca García-Huidobro | 39   | Actriz y presentadora de televisión | 1, Especial |
| Yoel Gutiérrez            | 37   | Entrenador                          | 1, Especial |
| Sergio Freire             | 33   | Comediante                          | 1, Especial |
| Reemplazos                |      |                                     |             |
| Pablo Mackenna            | 44   | Presentador de televisión           | 1           |

## Primera temporada (2013)
La primera temporada de «Salta si puedes» fue estrenada en Chile por el canal Chilevisión durante los meses de julio y septiembre de 2013. Este espacio es una adaptación del exitoso talent show holandés Sterren Springen.

### Participantes
| Concursante                | Edad | Ocupación...                                              | Información                                  |
| -------------------------- | ---- | --------------------------------------------------------- | -------------------------------------------- |
| Katherine Orellana         | 30   | Cantante                                                  | Ganadora                                     |
| Federico Koch              | 23   | Estudiante de educación física                            | 2.º Finalista                                |
| Pedro Astorga              | 24   | Estudiante de publicidad y guía de rafting y kayak        | 3.º Finalista                                |
| Gonzalo Egas               | 37   | Preparador físico.                                        | Eliminado (Duelos 4) / 3.º Finalista         |
| Uri Uri Pakomio            | 26   | Modelo y bailarín                                         | Eliminado (Duelos 3) / 5.º Finalista         |
| Nelson Mauricio Pacheco    | 26   | Bailarín y estudiante de periodismo                       | Eliminado (Duelos 2) / Eliminado (Semifinal) |
| Viví Rodrígues             | 29   | Bailarina                                                 | Eliminados (Semifinal)                       |
| Manuel Neira               | 35   | Exfutbolista y empresario                                 | Eliminados (Semifinal)                       |
| Makarena Pinto             | 24   | Gimnasta de la selección nacional y profesora de gimnasia | Eliminada (Duelos 4)                         |
| Damián Bodenhöfer          | 29   | Actor y profesor de educación física                      | Eliminado (Duelos 1) / Eliminado (Duelos 4)  |
| María Eugenia Larraín      | 39   | Ingeniera comercial y modelo                              | Eliminados (Duelos 4)                        |
| Alberto "Tatón" Púrpura    | 58   | Empresario                                                | Eliminados (Duelos 4)                        |
| Bernardo Borgeat           | 42   | Modelo y empresario                                       | Eliminados (Duelos 4)                        |
| Nicolás Yunge              | 20   | Estilista                                                 | Eliminado (Gala 2) / Eliminado (Duelos 4)    |
| Wilma González             | 28   | Modelo y actriz erótica                                   | Eliminadas (Sincronizados)                   |
| Viviana Flores             | 21   | Cantante                                                  | Eliminadas (Sincronizados)                   |
| Gustavo Becerra            | 43   | Actor y comediante                                        | Eliminado (Gala 9)                           |
| Claudia Schmidt            | 38   | Modelo                                                    | Eliminados (Duelos 3)                        |
| Arturo Longton             | 34   | Ex chico reality y empresario                             | Eliminados (Duelos 3)                        |
| Andrés Longton             | 31   | Abogado                                                   | Eliminado (Gala 4) / Eliminado (Duelos 3)    |
| Juan "Chispa" Lacassie     | 24   | Skater                                                    | Abandono voluntario (Duelos 3)               |
| Nicole "Luli Love" Moreno  | 25   | Show woman                                                | Abandono voluntario (Duelos 3)               |
| Pangal Andrade             | 27   | Constructor civil y guía de rafting y kayak               | Abandono voluntario (Duelos 3)               |
| Sebastián Roca             | 32   | Experto en ecoturismo                                     | Abandono voluntario (Duelos 3)               |
| Adrián "El Cebolla" Correa | -    | Humorista                                                 | Abandono voluntario (Duelos 3)               |
| Rodrigo Barrera            | 43   | Exfutbolista                                              | Eliminados (Duelos 2)                        |
| Rodrigo Rubio              | 47   | Profesor de educación física y personal trainer           | Eliminados (Duelos 2)                        |
| Andrea Dellacasa           | 35   | Modelo y vedette                                          | Eliminados (Duelos 2)                        |
| Laura Prieto               | 27   | Actriz, cantante y modelo                                 | Eliminados (Duelos 2)                        |
| Gonzalo Cáceres            | 61   | Estilista                                                 | Eliminado (Gala 1) / Eliminado (Duelos 1)    |
| Valentina Roth             | 22   | Bailarina                                                 | Abandono voluntario (Duelos 1)               |
| Rodrigo "Gallina" Áviles   | 23   | Notero y locutor de radio                                 | Eliminados (Duelos 1)                        |
| Esteban "Bam Bam" Moráis   | 32   | Actor                                                     | Eliminados (Duelos 1)                        |
| Janis Pope                 | 28   | Bailarina                                                 | Eliminadas (Gala 5)                          |
| Michelle Carvalho          | 20   | Modelo                                                    | Eliminadas (Gala 5)                          |
| Edmundo Varas              | 30   | Preparador físico                                         | Expulsado por agresión (Gala 5)              |
| Katherina Contreras        | 23   | Bailarina                                                 | Eliminada (Gala 4)                           |
| Jacqueline Gaete           | 28   | Modelo                                                    | Eliminadas (Gala 3)                          |
| Connie Mengotti            | 26   | Animadora y modelo                                        | Eliminadas (Gala 3)                          |
| Jhendelyn Nuñez            | 24   | Show woman                                                | Eliminada (Gala 2)                           |
| Perla Ilich                | 21   | Dueña de casa                                             | Eliminada (Gala 1)                           |

## Especial (2013)
El 9 de septiembre de 2013, Chilevisión anuncio la renovación del programa por una edición especial tras los buenos resultados de audiencia que obtuvo por lo que ahora mismo la productora se encuentra buscando nuevos aspirantes del reality. Se emitió justo después del término de la primera temporada, constó en una mini temporada de 3 capítulos de duración en la que participaron 10 famosos.

### Participantes
| Concursante            | Edad | Ocupación...                     | Información                  |
| ---------------------- | ---- | -------------------------------- | ---------------------------- |
| Cristián Menares       | 31   | Personal training                | Ganador                      |
| Juan Pablo Úbeda       | 33   | Exfutbolista y empresario        | 2.º Finalista                |
| Rodrigo Valencia       | 32   | Fotógrafo y modelo               | 3.º Finalista                |
| Pablo Vargas           | 30   | Bailarín profesional             | 3.º Finalista                |
| Alejandra Herrera      | 42   | Actriz y productora              | 5.º Finalista                |
| Gabriel “Coca” Mendoza | 45   | Exfutbolista                     | Eliminado (Gala 2)           |
| Juan "Chispa" Lacassie | 24   | Skater                           | Abandono voluntario (Gala 2) |
| Eliana Albasetti       | 28   | Modelo                           | Abandono voluntario (Gala 2) |
| Camila Nash            | 27   | Ex rostro de programas juveniles | Eliminadas (Gala 1)          |
| Melina Figueroa        | 22   | Modelo y actriz                  | Eliminadas (Gala 1)          |

## Ediciones de Salta si puedes
| Edición               | Fecha | Ganador            | Segundo finalista | Tercer finalista (compartido) | Cuarto finalista | Quinto finalista |
| --------------------- | ----- | ------------------ | ----------------- | ----------------------------- | ---------------- | ---------------- |
| [ 1 ] Salta si puedes | 2013  | Katherine Orellana | Federico Koch     | Pedro Astorga Gonzalo Egas    | —                | Uri Uri Pakomio  |

### Ediciones especiales

#### Salta si puedes (especial)
| Edición                    | Fecha | Ganador          | Segundo finalista | Tercer finalista (compartido) | Cuarto finalista | Quinto finalista  |
| -------------------------- | ----- | ---------------- | ----------------- | ----------------------------- | ---------------- | ----------------- |
| Salta si puedes (especial) | 2013  | Cristián Menares | Juan Pablo Úbeda  | Rodrigo Valencia Pablo Vargas | —                | Alejandra Herrera |

## Audiencia media por ediciones
| Edición                                | Fecha | Programas | Espectadores | Índice de audiencia promedio |
| -------------------------------------- | ----- | --------- | ------------ | ---------------------------- |
| [ 1 ] Salta si puedes: Primera edición | 2013  | 14        | 1.314.000    | 14.3                         |

### Ediciones especiales

#### Salta si puedes (especial)
| Edición                           | Fecha | Programas | Espectadores | Índice de audiencia promedio |
| --------------------------------- | ----- | --------- | ------------ | ---------------------------- |
| Salta si puedes: Edición especial | 2013  | 3         | 1.080.000    | 10.8                         |

## Premios y nominaciones
| Año  | Premiación             | Categoría                  | Resultado |
| ---- | ---------------------- | -------------------------- | --------- |
| 2013 | Copihue de Oro de 2013 | Mejor Programa de Talentos | Nominado  |